# تم دولت‌آباد میان ده
تم دولت‌آباد میان ده مربوط به دوران پیش از تاریخ ایران باستان است و در شهرستان جیرفت، بخش مرکزی، روستای دولت‌آباد ساغری واقع شده و این اثر در تاریخ ۱۱ دی ۱۳۸۰ با شمارهٔ ثبت ۴۵۸۵ به‌عنوان یکی از آثار ملی ایران به ثبت رسیده است.